# Powertürk müzik ödülleri
Powertürk müzik ödülleri — музыкальная премия, ежегодно вручаемая турецким телеканалом Powertürk TV, начиная с 2007 года. После каждой церемонии награждения выпускается одноименный диск, содержащий песни номинантов и победителей текущего года.

## Выбор победителей
Выбор победителей осуществляется путём sms-голосования.

## Вручение премии по годам

### Powertürk müzik ödülleri 2007
Церемония награждения состоялась 1 марта 2007 года.
- Лучший новый исполнитель: Эмре Айдын
- Лучшее видео: Özgün — Elveda
- Лучшая группа: Hepsi
- Лучший альбом: Ханде Йенер — Apayrı
- Лучший видеоклип: Нил Карайбрахамгиль — Peri
- Лучший веб-сайт: Яшар — «www.yasaronline.net»
- Лучший концерт: Шебнем Ферах — İstanbul Harbiye Açıkhava Tiyatrosu
- Лучшая исполнительница: Сезен Аксу
- Лучший исполнитель: Кенан Догулу
- Лучшая песня: Кенан Догулу — Baş Harfi Ben
- Почётная награда Powertürk müzik: Эрол Эвгин

### Powertürk müzik ödülleri 2008
Церемония награждения состоялась 19 февраля 2008 года.
- Лучший альбом: Ялын — Herşey Sensin
- Лучший новый исполнитель: Сыла
- Лучшее видео: Мустафа Джеджели — Unutamam
- Лучший дуэт: Gripin и Эмре Айдын — Sensiz İstanbula Düşmanım
- Лучший исполнитель: Ялын
- Лучшая исполнительница: Шебнем Ферах
- Лучшая группа:
  - Mor ve Ötesi
  - Gripin
  - Hepsi
  - Pinhani
- Лучший концерт: Шебнем Ферах — 10 Mart Bostancı Gösteri Merkezi
- Лучший веб-сайт: Кенан Догулу — «www.kenandogulu.com.tr»
- Лучшая песня: Gripin и Эмре Айдын — Sensiz İstanbula Düşmanım
- Лучший видеоклип: Nil Karaibrahimgil — Bu mudur?
- Почётная награда Powertürk müzik: Айсель Гюрель
- Специальная награда «Pepsi»: Нил Карайбрахамгиль